# Leichtathletik-Europameisterschaften 1966/Hammerwurf der Männer

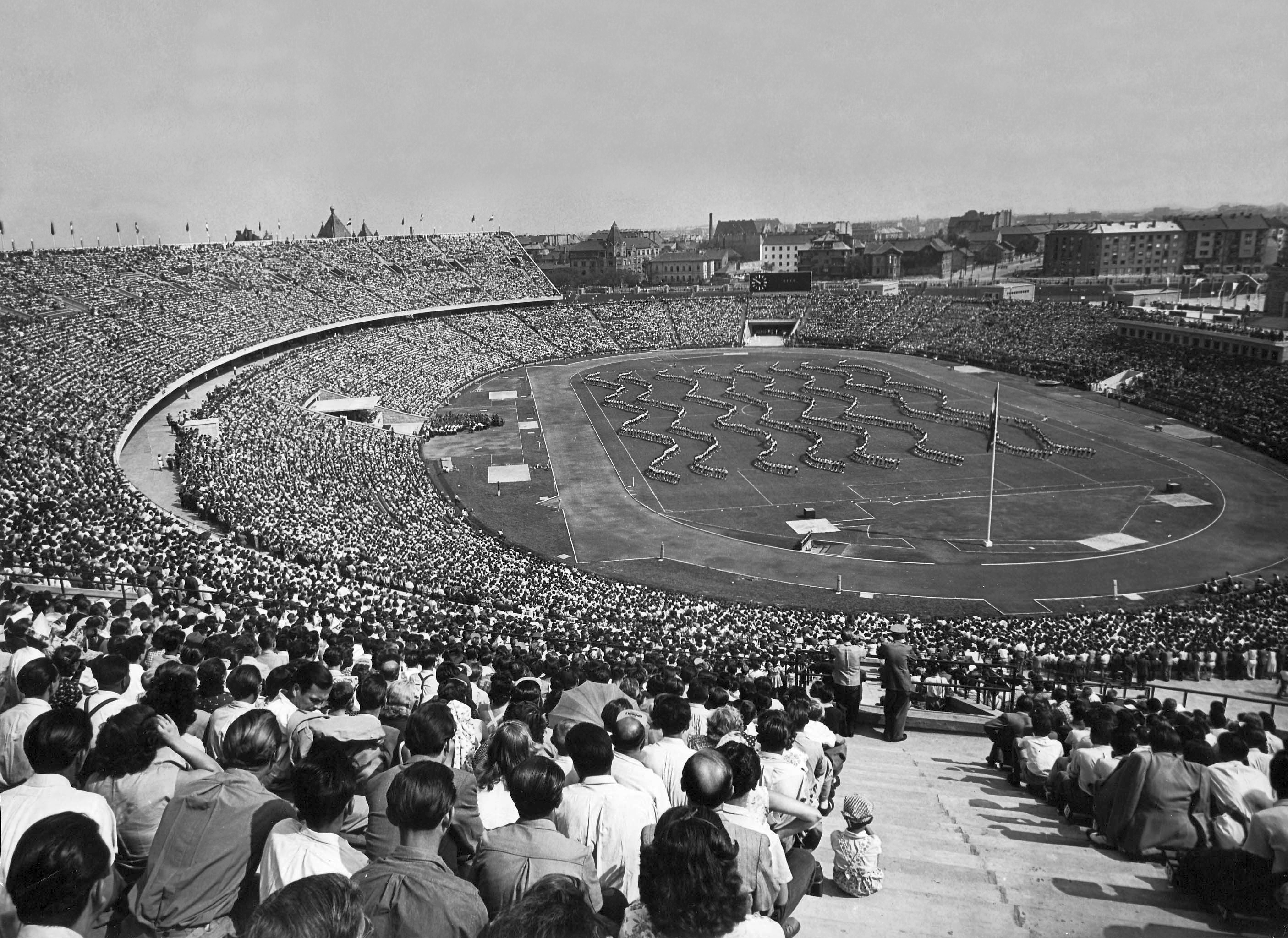
Das Népstadion bei einer Veranstaltung im Jahr 1953

Der Hammerwurf der Männer bei den Leichtathletik-Europameisterschaften 1966 wurde am 3. und 4. September 1966 im Budapester Népstadion ausgetragen.
In diesem Wettbewerb gab es auf den Medaillenrängen dieselbe Reihenfolge wie bei den Olympischen Spielen 1964. Europameister wurde der sowjetische Werfer Ramuald Klim. Den Silberrang belegte der ungarische Titelverteidiger Gyula Zsivótzky. Bronze ging an den Bundesdeutschen Uwe Beyer.

## Rekorde

### Bestehende Rekorde
| Weltrekord           | 73,74 m | Gyula Zsivótzky | Debrecen, Ungarn        | 4. September 1965  |
| Europarekord         | 73,74 m | Gyula Zsivótzky | Debrecen, Ungarn        | 4. September 1965  |
| Meisterschaftsrekord | 69,64 m | Gyula Zsivótzky | EM Belgrad, Jugoslawien | 16. September 1962 |

### Rekordverbesserungen
Der EM-Rekord wurde verbessert und darüber hinaus gab es einen neuen Landesrekord.
- Meisterschaftsrekord: 70,02 m – Ramuald Klim (Sowjetunion), Finale am 4. September
- Landesrekord: 65,70 m – Ernst Ammann (Schweiz), Qualifikation am 3. September

Ramuald Klim war damit der erste Werfer, der die 70-Meter-Marke übertraf.

## Qualifikation
3. September 1966

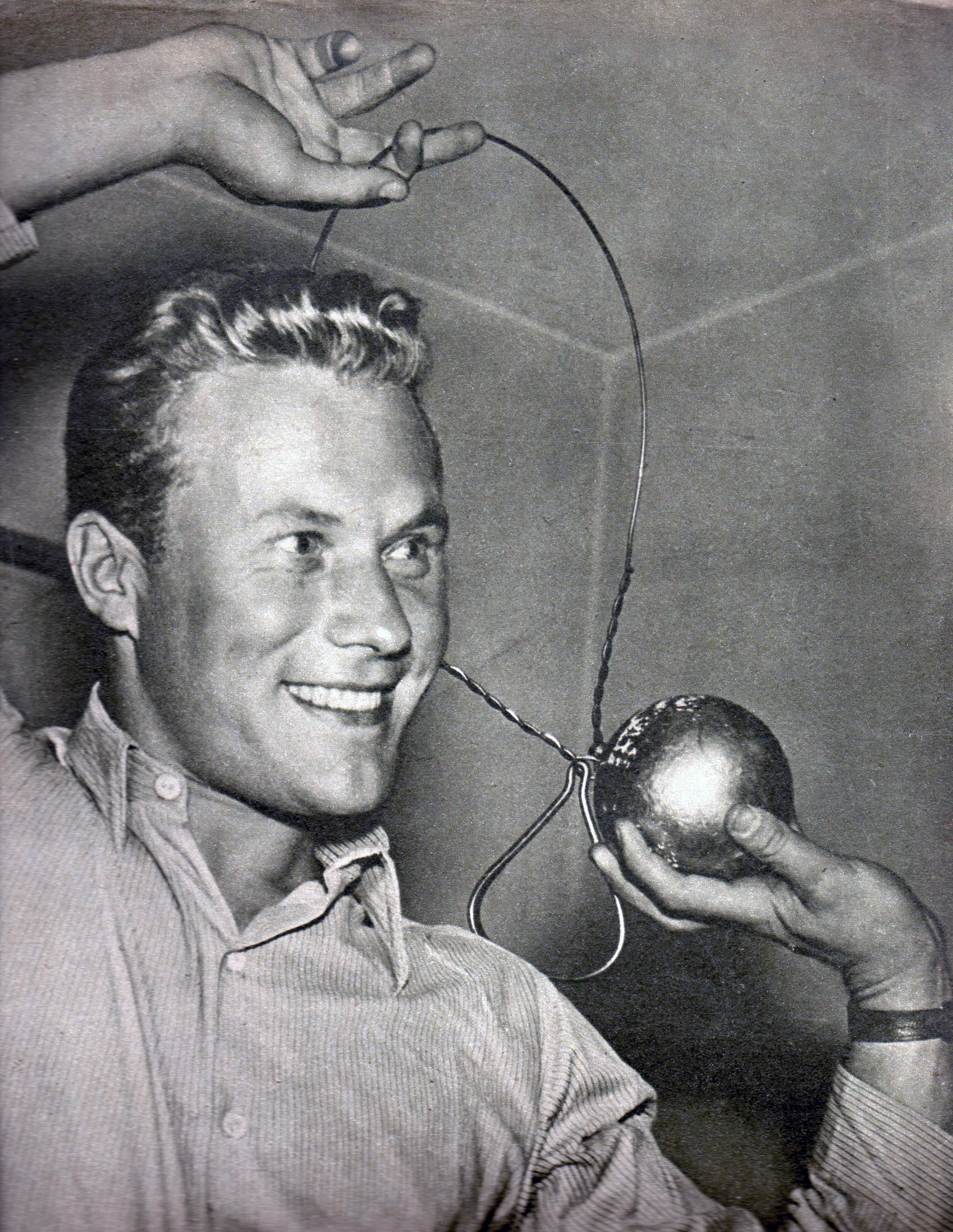
Tadeusz Rut – unter anderem Europameister 1958 – verpasste das Finale um einen Rang

Die siebzehn Teilnehmer traten zu einer gemeinsamen Qualifikationsrunde an. Elf Athleten (hellblau unterlegt) übertrafen die Qualifikationsweite für den direkten Finaleinzug von 62,00 m. Damit war die Mindestanzahl von zwölf Finalteilnehmern nicht erreicht. Der nächste bestplatzierte Sportler (hellgrün unterlegt) qualifizierte sich so mit seinen 61,78 m ebenfalls für das Finale.
| Platz | Name                | Nation         | Weite (m) |
| ----- | ------------------- | -------------- | --------- |
| 1     | Gyula Zsivótzky     | Ungarn         | 68,40     |
| 2     | Uwe Beyer           | BR Deutschland | 67,00     |
| 3     | Ramuald Klim        | Sowjetunion    | 66,82     |
| 4     | Ernst Ammann        | Schweiz        | 65,70 NR  |
| 5     | Gheorghe Costache   | Ungarn         | 64,88     |
| 6     | Hans Fahsl          | BR Deutschland | 64,28     |
| 7     | Gennadi Kondraschow | Sowjetunion    | 64,20     |
| 8     | Lázár Lovász        | Ungarn         | 64,04     |
| 9     | Sándor Eckschmiedt  | Ungarn         | 63,90     |
| 10    | Manfred Losch       | DDR            | 63,20     |
| 11    | Martin Lotz         | DDR            | 62,02     |
| 12    | Wladimir Tribunski  | Sowjetunion    | 61,78     |
| 13    | Tadeusz Rut         | Polen          | 61,26     |
| 14    | John Lawlor         | Irland         | 57,08     |
| 15    | Frangiskos Politis  | Griechenland   | 55,18     |
| 16    | Marcel Hertogs      | Belgien        | 52,36     |
| 17    | Kujtim Shehu        | Albanien       | 50,70     |
| DNS   | Heinrich Thun       | Österreich     |           |

## Finale

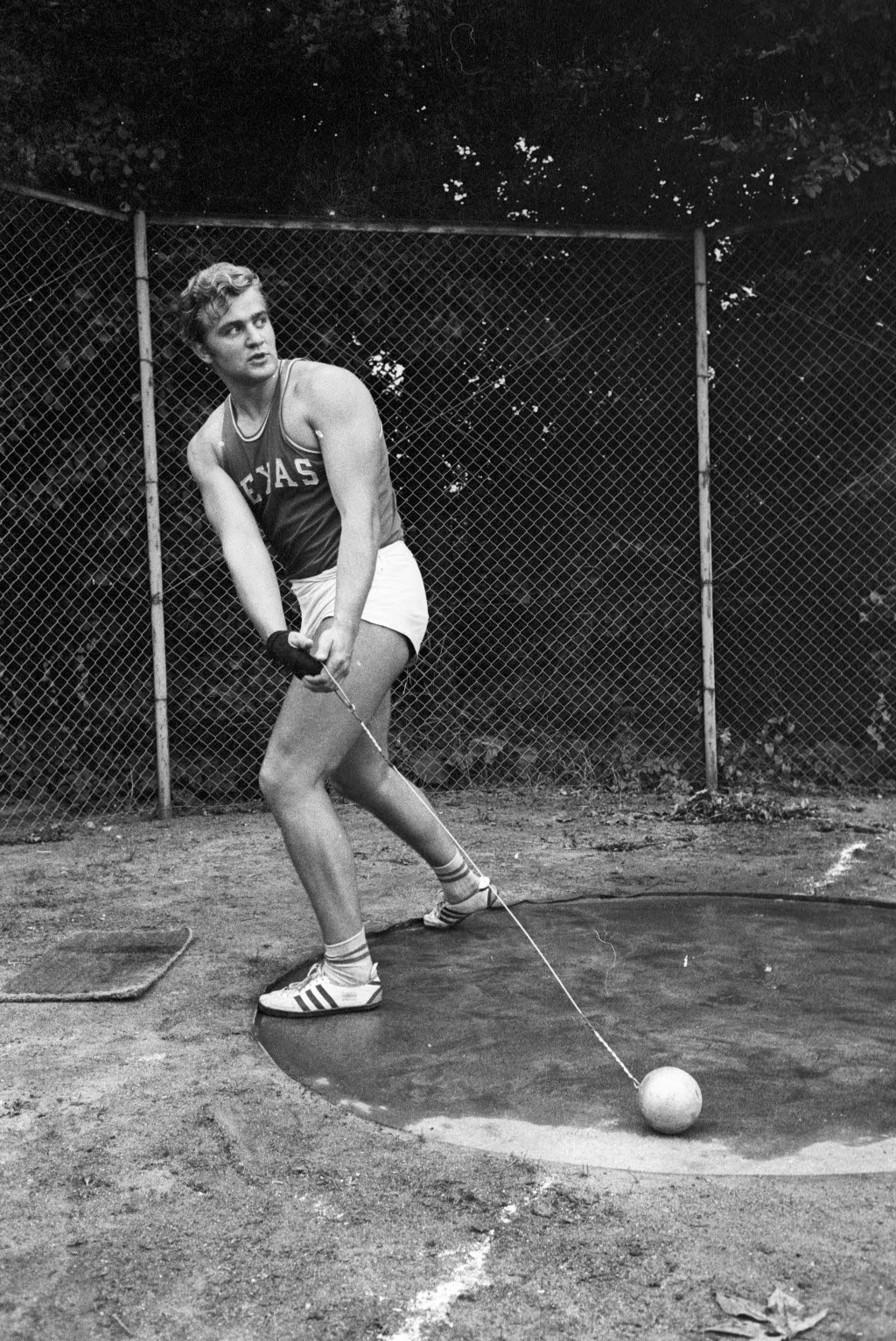
Uwe Beyer gewann nach Olympiabronze 1964 auch hier die Bronzemedaille
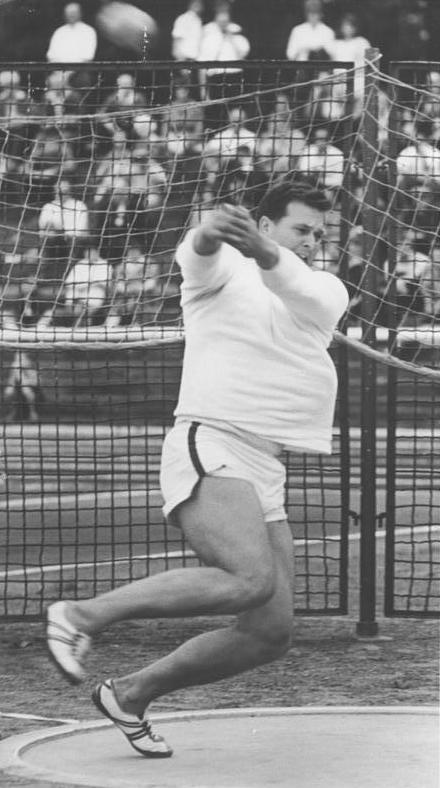
Manfred Losch erreichte Platz vier
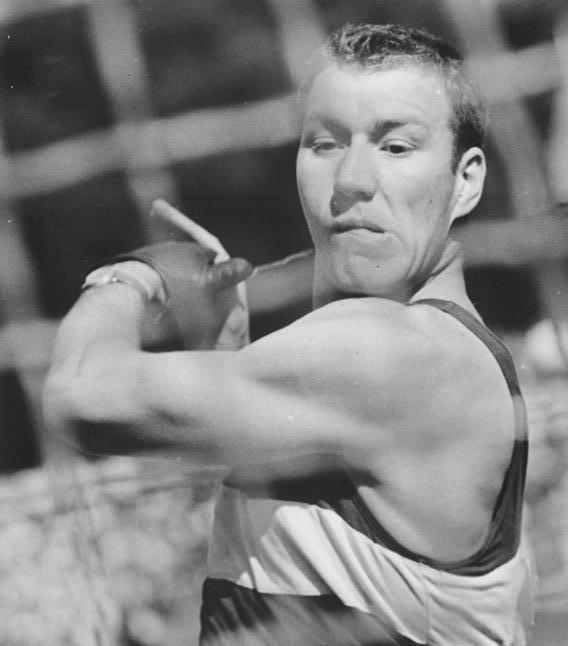
Martin Lotz kam auf den achten Platz

4. September 1966
| Platz | Name                | Nation         | Weite (m) |
| ----- | ------------------- | -------------- | --------- |
| 1     | Ramuald Klim        | Sowjetunion    | 70,02 CR  |
| 2     | Gyula Zsivótzky     | Ungarn         | 68,62000  |
| 3     | Uwe Beyer           | BR Deutschland | 67,28000  |
| 4     | Manfred Losch       | DDR            | 65,84000  |
| 5     | Wladimir Tribunski  | Sowjetunion    | 65,28000  |
| 6     | Lázár Lovász        | Ungarn         | 65,28000  |
| 7     | Sándor Eckschmiedt  | Ungarn         | 64,52000  |
| 8     | Martin Lotz         | DDR            | 63,16000  |
| 9     | Hans Fahsl          | BR Deutschland | 63,00000  |
| 10    | Gheorghe Costache   | Ungarn         | 62,60000  |
| 11    | Gennadi Kondraschow | Sowjetunion    | 62,38000  |
| NW    | Ernst Ammann        | Schweiz        | ogV000    |

Serien des erst- und zweitplatzierten Werfers im Finale (x – ungültig):
- Europameister Ramuald Klim: 69,42 m – 70,02 m – 69,08 m – 69,82 m – 69,20 m – 68,30 m
- Vizeeuropameister Gyula Zsivótzky: 68,62 m – 68,50 m – 67,74 m – x – 67,84 m – 66,20 m

## Videolinks
- European Athletic Championships (1966), Bereich: 2:57 min bis 4:16 min, youtube.com, abgerufen am 17. Juli 2022
- European Athletics In Budapest (1966), Bereich: 4:01 min bis 4:08 min, youtube.com, abgerufen am 17. Juli 2022